# (21659) Fredholm
(21659) Fredholm (1999 PR3) – planetoida z pasa głównego asteroid okrążająca Słońce w ciągu 4,13 lat w średniej odległości 2,57 j.a. Odkryta 13 sierpnia 1999 roku.